# 乳头基荸
乳头基荸（学名：Eleocharis mamillata），为莎草科荸荠属下的一个植物种。